# Raccuja
Raccuja település Olaszországban, Szicília régióban, Messina megyében. Lakosainak száma 864 fő (2023. január 1.). Raccuja Montalbano Elicona, San Piero Patti, Sant’Angelo di Brolo, Sinagra, Ucria és Floresta községekkel határos.

## Népesség
A település lakossága az elmúlt években az alábbi módon változott:
| Lakosok száma | 1020 | 989  | 864  |
|               | 2017 | 2018 | 2023 |